# Antinsaari (ö i Mellersta Österbotten)
Antinsaari är en ö i Finland. Den ligger i sjön Lestijärvi och i kommunen Lestijärvi i den ekonomiska regionen  Kaustby ekonomiska region  och landskapet Mellersta Österbotten, i den centrala delen av landet, 400 km norr om huvudstaden Helsingfors. Öns area är 1,9 hektar och dess största längd är 250 meter i nord-sydlig riktning.